# Lucrezia Ruggiero
Lucrezia Ruggiero ( née à Rome le 7 juin 2000 ) est une athlète italienne qui participe à des compétitions de natation synchronisée. Elle a remporté à Budapest en duo avec Giorgio Minisini deux médailles d'or aux Championnats du monde de natation 2022 : dans l'épreuve du duo technique mixte ainsi qu'en duo libre mixte,.
Elle est médaillée d'or en duo technique mixte avec Giorgio Minisini, médaillée d'argent par équipe libre et par équipe technique et médaillée de bronze de l'épreuve acrobatique par équipes aux Jeux européens de 2023 à Oświęcim.